# Christoph Diehl
Christoph Diehl (* 20. November 1946) ist ein deutscher Konteradmiral a. D. Zuletzt war er Amtschef des Streitkräfteamtes in Bonn.

## Werdegang
Christoph Diehl trat 1966 in die Bundesmarine ein. Als Offizieranwärter der Crew IV/66 begann er seine Ausbildung zum Marineoffizier. Es folgten Einsätze in verschiedenen Verwendungen. Nach einer vertiefenden Ausbildung im Bereich Überwasserwaffen (B-Lehrgang) war er von 1977 bis 1979 Artillerie- und Schiffswaffenoffizier auf dem Zerstörer Rommel in Kiel. Von 1979 bis 1981 nahm Diehl am Admiralstabsdienstlehrgang an der Führungsakademie der Bundeswehr in Hamburg teil. Diehl diente in der Zerstörerflottille zunächst als Erster Offizier, von 1988 bis 1990 als Kommandant des Zerstörers Rommel. Während dieser Zeit war er bereits mit der Wahrnehmung der Geschäfte des Kommandeurs des 1. Zerstörergeschwaders in Kiel beauftragt (1988–1989), von 1993 bis 1995 bekleidete er diesen Dienstposten auch formell. Von 1998 bis 2001 führte er die Zerstörerflottille als Kommandeur. Anschließend wechselte er nach Neapel zu AFSOUTH als „Director Operational Management“ (2001–2004). Zum 1. Juni 2005 wurde er Amtschef des Streitkräfteamtes in Bonn. Diesen Dienstposten übergab er 2007 an Thomas Wollny und trat zum 30. September 2007 in den Ruhestand.

## Privates
Diehl ist verheiratet, hat eine Tochter und ist evangelischen Glaubens.